# Arjona (Bolívar)
Arjona es un municipio del departamento de Bolívar, Colombia, ubicado cerca de la capital departamental Cartagena de Indias

## Historia
En un principio, la población formó parte del quinto cantón de Barlovento y había sido erigida como parroquia en el año de 1698 y contaba con 2.494 "almas". Su nombre proviene de un antiguo encomendero de la zona, Bartolomé de Arjona, hijo de Francisco de Arjona, a quién en reparto de tierras efectuado por la gobernación de Cartagena, se le adjudicaron 2 caballerías en la Encomienda de la Corucha, rica en pastizales y de donde se proveía carne a la ciudad de Cartagena. La aldea era sitio obligado de descanso nocturno en el viaje hacia el interior del Virreinato.  
Don Antonio de la Torre y Miranda decide reunir las personas dispersas de los caseríos denominados Arjonita, Mahático y Las Piedras y fundar Nuestra Señora de la Candelaria de Arjona el 13 de marzo de 1775.  
Se eleva a la categoría de Municipio con división política Administrativa en el año 1870. Según la categorización el Municipio está ubicado en sexta categoría su ubicación cerca de Cartagena lo beneficia y lo afecta de diferentes maneras. Lo beneficia porque la mayoría de la población tiene su fuente de empleo en la ciudad lo que lo convierte en un típico municipio dormitorio, las posibilidades de estudio son altas permitiendo que se puedan aprovechar las ofertas de educación técnicas y superior, Hay otros tipos de beneficios como salud y servicios públicos, incluso para el sector agrario el estar cerca de un mercado ampliado para productos primarios le posibilita su desarrollo. Lo afecta en cierta manera con el proceso migratorio que no permite consolidar procesos de Desarrollo Rural Urbano en la medida de que gran parte de la vida cotidiana gira en ir a Cartagena.   
La conformación política del municipio está estructurada con una aabecera municipal en el área urbana que ocupa 4,74 km. Cuatro corregimientos que son: Sincerin, a 12 km de la cabecera, Gambote a 9 km de la cabecera, Rocha a 20 km de la Cabecera y Puerto Badel a 25 km de la cabecera y además seis Veredas que son: Jinete, Mapurito, Tigre, San Rafael de la Cruz, Nueva Esperanza e islas Reges.  
El alcalde de Arjona se manifestó en protesta por las fallas de energía en su departamento en la reunión de alcaldes en Cartagena en junio del 2015.

## División Político-Administrativa
Su Cabecera municipal se encuentra dividido en 54 barrios y tiene bajo su jurisdicción los centros poblados: Santa Rafael de La Cruz y El Remanso.
Arjona tiene constituido los corregimientos:
- Gambote
- Puerto Badel - Caño Salado
- Rocha
- Sincerín

## Geografía

### Topografía
La altura a nivel del mar 63 m s. n. m. , temperatura promedio de 30 °C, área municipal 542 km ; territorio totalmente ondulado con algunas elevaciones que no pasan de los 200 m s. n. m.
Su relieve es ligeramente ondulado, alcanzando las mayores elevaciones, alturas que no sobrepasan los 200 metros sobre el nivel del mar como son las cuchillas Jinetes y la Mellas. Las Lomas de Juanillo, y la peña ubicadas hacia el Centro y Norte del Municipio.

### Ecología
En el área rural se encuentran las siguientes ciénagas, Biojo, Bohórquez hato, Mandinga, Quilembe, Salado, Juan Gómez y cuenta con algunos arroyos importantes como Caimital, Quilenbe, Pita, Jinete, Matapuerco, el arroyo de brujas, el pozo del mariano, entre otros.

### Límites del municipio
- Norte : Turbaco
- Este : San Estanislao y Mahates
- Sur : María La Baja
- Oeste : Turbaná y San Onofre (Sucre).

Distancia de referencia: 25 km a Cartagena de Indias.

## Símbolos

### Escudo

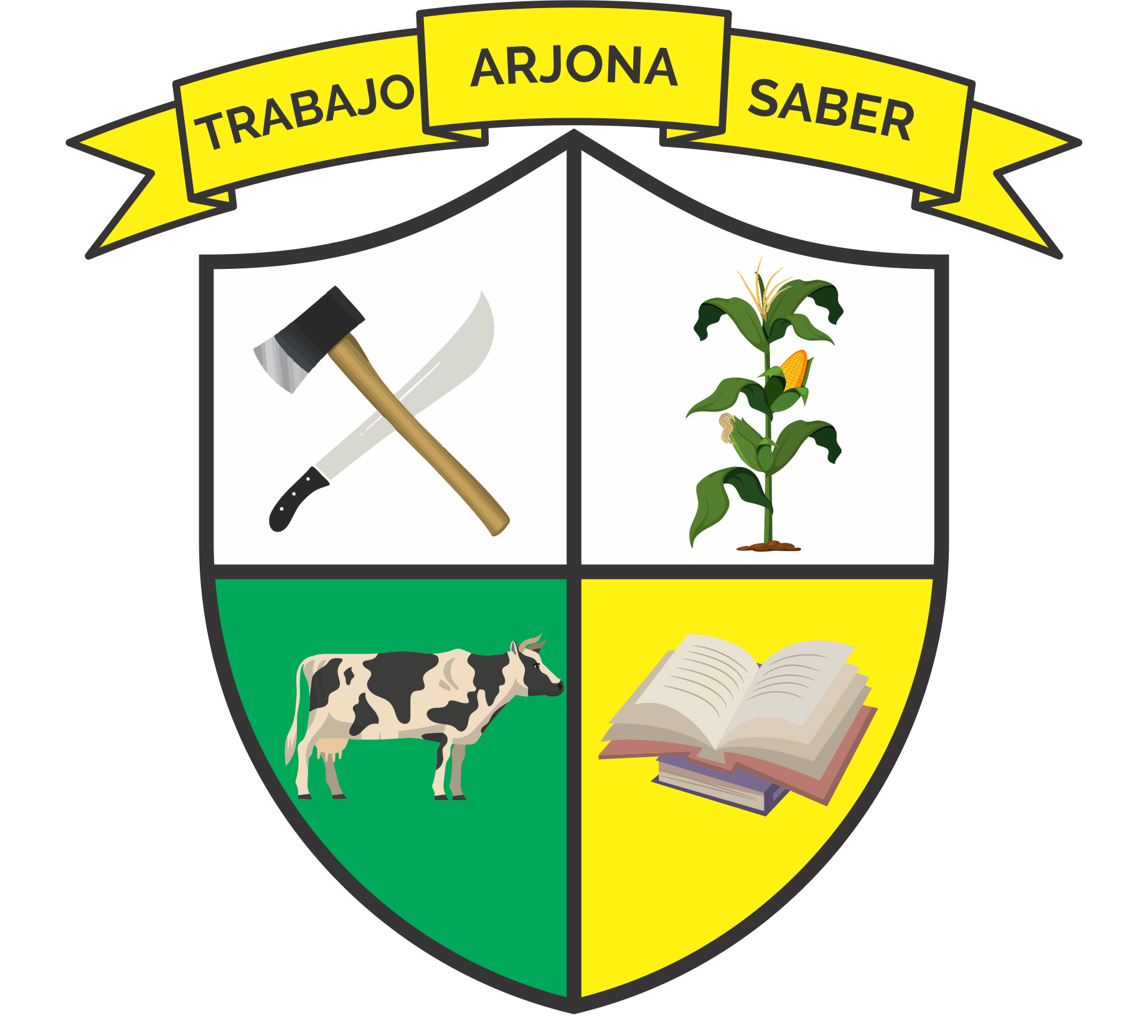

Este escudo, dividido en cuatro partes iguales, muestra figuras alusivas al trabajo: un machete y un hacha, que simbolizan a los campesinos en un fondo blanco; una planta de maíz, símbolo de  agricultura; una vaca que representa el potencial ganadero y un libro que representa el amor del pueblo por las letras. En la parte superior del escudo, las palabras "Trabajo y Saber" refieren a la grandeza de su gente.

### Himno
Autora: Mariana de Castro 
Letra: 
Coro

Arjona tus hijos cantamos
vertiendo en cada verso tu altivez,
tu historia tus grandes valores,
unidos te ensalsan con fe.
Cantar así con mágica canción,
fulgente e hidalga Arjona
más preciada que un tesoro,
y más cálida que el sol
Al repetir tu nombre y contemplarte
de amor y afán el corazón se llenan
tu historia nos hace vibrar de orgullo
y en tu futuro la esperanza está.
Al trabajar con fe tu nos convidas
Oh patria honrada y querida,
Te debemos sacrificios
tu progreso es nuestro afán.
Ante tus pies se levanta arrogante
con la altivez del águila del andes,
la estirpe de todos tus noble hijos
que con su historia dan honor a ti.
Arde por ti la antorcha del amor
del mismo hacedor desprendida
tierra hospitalaria y noble,
Arjona siempre has de ser.
Tierno color de humanidad naciente
honor a ti insigne patria chica,
tierra fecunda, el corazón palpita
al repetirse tu nombre hecho canción.

## Economía
Arjona es el principal centro ganadero de Bolívar. Sus tierras son labradas por campesinos de este municipio. Además cuenta con la mayor producción de bollo de todo el departamento.

### Producción
La actividad económica del municipio de Arjona gira alrededor de tres actividades principales: ganadería, agricultura y pesca, que se desarrollan de manera tradicional o medianamente tecnificada de acuerdo con la oferta ambiental, la ubicación espacial, las condiciones individuales de trabajo y de mercado. La vocación del municipio ha variado sustancialmente en los últimos años ya que se utiliza el 61.9% de las tierras para la actividad ganadera, siendo su verdadero potencial el 42%, mientras que las explotaciones agrícolas ascienden a un 12,8% cuyo potencial es de 37%. Esta situación afecta a los niveles de producción (pecuaria y agrícola), dado que el recurso suelo no es óptimo en su utilización.

## Vías de comunicación
- Terrestres: carretera troncal de occidente que lo comunica con Cartagena y las principales ciudades del centro del país.
- Fluviales: el Canal del Dique

Medios de Comunicación En los años 70 la comunidad contó con la emisora «La Voz de Arjona» y posteriormente el 1 de febrero de 19898 José Luis Piña Brochero funda la Emisora Arjona Stereo, logrando su legalización el 24 de septiembre de 2004, bajo el esquema de Emisora Comunitaria (Arjona Stereo 100.5) concesionada al Comité Cívico de la calle Girardot de Arjona, Bolívar.
La actual emisora comunitaria Arjona Stereo 100.5 FM se ha convertido en la "Radio que le Sirve a la Gente", gozando de una amplia cobertura en el municipio y sus cuatro corregimientos: Gambote, Sincerin, Puerto Badel y Rocha, además de contar con audiencia de más de 80 mil oyentes en los municipios vecinos y la capital Cartagena de Indias.
Actualmente, cuenta con la dirección de la comunicadora social Sisy López Cogollo, quien ha formado talentos que hoy forman parte de las grandes cadenas radiales nacionales: los más destacados son Oscar Iván Llerena, Yesit Cano, Noeli Brieva, Steven Canoles, Orlando Ramos y Cristian de Oro. La emisora comunitaria Arjona Stereo, se ha convertido en la escuela de grandes talentos.
Este medio radial comunitario cuenta con una amplia parrilla de programación que promueve los deberes y derechos de la comunidad.

## Demografía
La población de Arjona obedece a un grupo triétnico que se dio en el país, con características fenotípicas trigueñas en el casco urbano y comunidades de ascendencia afrocolombiana en los cuatro corregimientos: Sincerin, Gambote, Rocha y Puerto Badel. El último censo estableció que su población es de 65.000 habitantes. 

## Estructura organizacional municipal
| Arjona       | Arjona      | Arjona                     |
| Departamento | Código DANE | Categoría municipal (2023) |
| ------------ | ----------- | -------------------------- |
| Bolívar      | 13052       | Sexta                      |

- Personería: Es un centro del Ministerio Público de Colombia que ejerce, vigila y hace control sobre la gestión de las alcaldías y entes descentralizados; velan por la promoción y protección de los derechos humanos; vigilan el debido proceso, la conservación del medio ambiente, el patrimonio público y la prestación eficiente de los servicios públicos, garantizando a la ciudadanía la defensa de sus derechos e intereses.

- Concejo Municipal: Es la suprema autoridad política del municipio. En materia administrativa sus atribuciones son de carácter normativo. También le corresponde vigilar y hacer control político a la administración municipal. Se regulan por los reglamentos internos de la corporación en el marco de la Constitución Política Colombiana (artículo 313) y las leyes, en especial la Ley 136 de 1994 y la Ley 1551 de 2012.

Constituido por 15 concejales por un periodo de 4 años.
- Alcaldía Municipal: En esta se encuentra la administración municipal y las entidades descentralizadas del municipio.

El alcalde se pronuncia mediante decretos y se desempeña como representante legal, judicial y extrajudicial del municipio. El actual alcalde municipal es Gustavo Pérez Giraldo (2024-2027), elegido por voto popular.
- JAL.

## Servicios públicos
- Energía Eléctrica: Afinia, del grupo EPM, es la empresa prestadora del servicio de energía eléctrica.
- Gas Natural: Surtigas es la empresa distribuidora y comercializadora de gas natural en el municipio.